# Wilhelmina FitzClarence, Countess of Munster

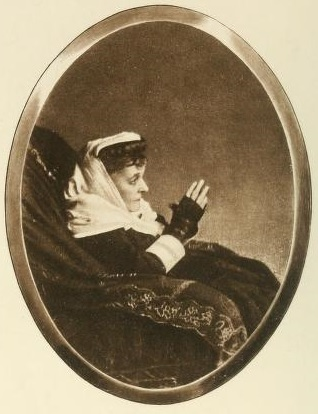
Abbildung der Countess auf dem Cover ihrer Autobiographie

Wilhelmina FitzClarence, Countess of Munster (geborene Kennedy-Erskine, * 27. Juni 1830 in Dun House, Montrose, Angus; † 9. Oktober 1906) war eine britische Adlige und Schriftstellerin.
Sie wurde als Tochter von Lady Augusta FitzClarence, einer illegitimen Tochter von Wilhelm IV. Wilhelmina, auch Mina genannt, am Tag nach der Thronbesteigung von Wilhelm IV. geboren. Als junges Mädchen reiste sie durch Europa und besuchte die Höfe in Frankreich und Hannover. 1855 heiratete sie ihren Cousin William FitzClarence, 2. Earl of Munster. Sie war Mutter von neun Kindern.
Der Earl und die Countess of Munster wohnten am Palmeira Square in Brighton. Später in ihrem Leben schrieb sie Romane und Kurzgeschichten. 1889 veröffentlichte sie ihren ersten Roman Dorinda und den zweiten A Scotch Earl zwei Jahre später. 1896 erschien Ghostly Tales, eine Sammlung von übernatürlichen Geschichten. 1904 veröffentlichte sie ihre Autobiographie My Memories and Miscellanies.

## Leben

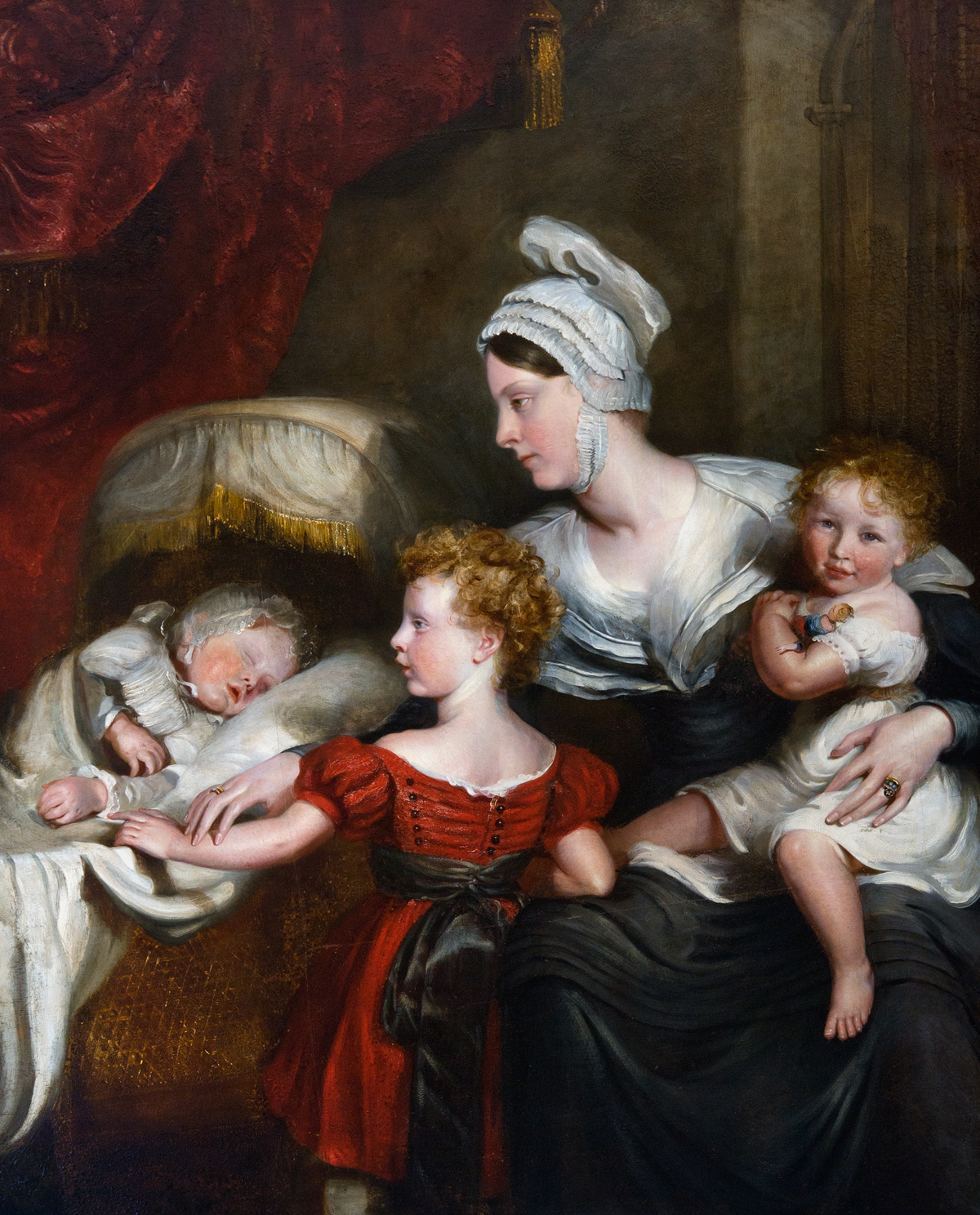
Wilhelmina (rechts) mit ihrer Mutter Augusta und ihren zwei Schwestern

Wilhelmina „Mina“ Kennedy-Erskine wurde als zweite Tochter von John Kennedy-Erskine (1802–1831) und seiner Frau Lady Augusta FitzClarence (1803–1865), einer illegitimen Tochter von Wilhelm IV. Ihr Vater war der zweite Sohn des Archibald Kennedy, 12. Earl of Cassillis, Captain der 5th Dragoons und Equerry von König William. Er starb 1831 mit 28 Jahren.
Mina lebte mit ihrer verwitweten Mutter und ihren zwei Schwestern in einem charmanten Backsteinhaus an der Themse namens Railshead, welches direkt neben ihren Großeltern lag. König William besuchte die Familie häufig. Mit drei oder vier Jahren hatte sie ein sehr gefährliches Hirnfieber.
Fünf Jahre nach dem Tod ihres Vaters heiratete ihre Mutter Lord Frederick Gordon-Hallyburton. Dies missfiel ihren ersten Schwiegereltern, und sie verließen Railshead. 1837 wurde ihre Mutter als Nachfolgerin ihrer verstorbenen Schwester Lady De L’Isle Housekeeper im Kensington Palace. Mina lebte dort, bis sie heiratete. Sie und ihre Schwester Millicent mochten Musik, vor allem die italienische Sopranistin Marietta Alboni.
Ab 1847 reiste Mina mit ihrer Familie durch Europa, um Sprachen zu lernen und die Ausbildung zu beenden. Zuerst reisten sie nach Dresden. Bis 1849 lebten sie in Paris dann beim Triumphbogen. Sie wurden auch von Louis Philippe I. und Königin Marie Amelie empfangen. Sie verließen die Stadt nach der Februarrevolution 1848. 1850 besuchten sie den Hof in Hannover und wurden von Ernst Augustus, König von Hannover und seiner Familie empfangen. Dann kehrten sie in den Kensington-Palast zurück und Mina und Millicent wurden in die Gesellschaft eingeführt.

## Heirat

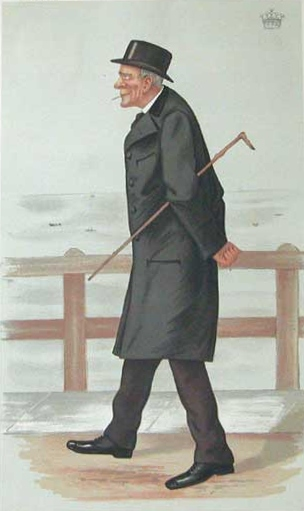
Eine Karikatur ihres Ehemannes des Earls of Munster

Mina heiratete ihren Cousin William FitzClarence, 2. Earl of Munster, am 17. April 1855 in Wemyss Castle gemeinsam in einer Doppelhochzeit mit ihrer Schwester Millicent. Dessen Vater George war der Bruder ihrer Mutter. In ihren späten Jahren wurde sie Schriftstellerin. Ihr erstes Kind Edward wurde innerhalb eines Jahres geboren. Vier der neun Kinder überlebten ihre Mutter:
- Edward FitzClarence, Viscount FitzClarence (29. März 1856–1870);
- Hon. Lionel Frederick Archibald FitzClarence (24. Juli 1857–24. März 1863);
- Geoffrey George Gordon FitzClarence, 3. Earl of Munster (18. Juli 1859–2. Februar 1902);
- Hon. Arthur Falkland Manners FitzClarence (18. Oktober 1860–20. April 1861);
- Aubrey FitzClarence, 4. Earl of Munster (7. Juni 1862–1. Januar 1928);
- Hon. William George FitzClarence (17. September 1864 – 4. Oktober 1899), ⚭ 1887 Charlotte Elizabeth Aline Williams;
- Hon. Harold Edward FitzClarence (15. November 1870–28. August 1926), ⚭ 1902 Frances Isabel Eleanor Keppel; Eltern von Geoffrey FitzClarence, 5. Earl of Munster;
- Lady Lillian Adelaide Katherine Mary FitzClarence (10. Dezember 1873–15. Juli 1948), ⚭ 1893 Captain William Arthur Edward Boyd;
- Lady Dorothea Augusta FitzClarence (5. Mai 1876–28. Januar 1942), ⚭ Major Chandos Brydges Lee-Warner.

Das Paar lebte am Palmeira Square in Brighton. Laut der zeitgenössischen Zeitschrift The Lady’s Realm führte das Paar eine harmonische Ehe.

## Literarische Karriere
Später wurde Lady Munster Romanautorin und Kurzgeschichtenschreiberin und schrieb unter dem Titel Die Gräfin von Münster. Im Alter von fast sechzig Jahren veröffentlichte sie zwei Romane. Ihren ersten, Dorinda, im Jahr 1889, und ihren zweiten, A Scotch Earl, im Jahr 1891. Die Handlung von Dorinda drehte sich um eine junge Frau, die sich schließlich umgebracht hat, nachdem sie ihren Freunden Kunstwerke gestohlen hatte. 1888 erschien in The Woman’s World, einer viktorianischen Frauenzeitschrift, ein Artikel von ihr über den Balladengesang. A Scotch Earl, ein Roman über einen vulgären schottischen Adeligen namens Lord Invergordon, wurde von den Zeitgenossen weniger gut aufgenommen.
1896 veröffentlichte sie die Geschichtensammlung Ghostly Tales.
1904 veröffentlichte Lady Munster ihre Autobiographie namens My Memories and Miscellanies. Als sie starb, bezeichnete der Manchester Guardian dies als ihr Hauptwerk.